# The Harlem Blues & Jazz Band
The Harlem Blues & Jazz Band is een Amerikaanse jazzband.

## Geschiedenis
De band werd geformeerd door Al Vollmer in 1973, met de opmerking dat een aanzienlijk groep muzikanten, die hadden gespeeld tijdens de jaren 1920 en 1930, in New York woonden  en waren teruggetreden als muzikanten. Hun eerste orkestleider was Clyde Bernhardt, die in 1980 werd vervangen door Bobby Williams. De band toert door Europa en de Verenigde Staten sinds 1976 en heeft meerdere lp's en cd's uitgebracht. De band presenteerde hun 40ste verjaardagsviering op 19 april 2013 in New York.

## Bezetting
- Doc Cheatham (trompet)
- Willie Singleton (trompet)
- Francis Williams (trompet)
- Art Baron (trombone)
- Eddie Durham (trombone)
- Roy Williams (trombone)
- Barbara Dreiwitz (tuba)
- Johnny Williams (tuba)
- Happy Caldwell (klarinet)
- Ray Blue (saxofoon)
- Bubba Brooks (saxofoon)

- Eddie Chamblee (saxofoon)
- Charles Frazier (saxofoon)
- Charlie Holmes (saxofoon)
- George James (saxofoon)
- George Kelly (saxofoon)
- Fred Staton (saxofoon)
- Reuben Jay Cole (piano)
- Dill Jones (piano)
- Reynold Mullins (piano)
- Ram Ramirez (piano)
- Gene Rodgers (piano)

- Peck Morrison (bas)
- Al Casey (gitaar)
- Fred Wurtzel (gitaar)
- Jackie Williams (drums)
- Tommy Benford (drums)
- Johnny Blowers (drums)
- Ronnie Cole (drums)
- Belton Evans (drums)
- Shelton Gary (drums)
- Viola Wells (zang)
- Princess White (zang)